# Nati il 9 maggio
| Questa pagina contiene informazioni ricavate automaticamente dalle voci biografiche con l'ausilio del template Bio e di un bot. L'aggiornamento è periodico e automatico e ricostruisce completamente la pagina. Se manca una persona in questa lista, sei pregato di non aggiungerla, ma accertati piuttosto che la sua voce biografica contenga il template Bio e che i dati anagrafici siano correttamente compilati. Se il template Bio manca, inseriscilo tu stesso o, in alternativa, metti l'avviso {{tmp\|Bio}} che ne segnala la mancanza. Se i dati riportati sono sbagliati, correggi direttamente la voce biografica; le modifiche saranno visibili in questa lista entro pochi giorni. Per chiarimenti vedi il progetto biografie. La lista contiene solo le 1.110 persone che sono citate nell'enciclopedia e per le quali è stato implementato correttamente il template Bio. Pagina aggiornata al 17 ago 2025. |

## XII secolo(3)
- 1147 - Minamoto no Yoritomo, militare e politico giapponese († 1199)
- 1151 - Al-'Adid, sovrano egiziano († 1171)
- 1170 - Valdemaro II di Danimarca, re danese († 1241)

## XIV secolo(1)
- 1330 - Papa Gregorio XI, papa, vescovo cattolico e cardinale francese († 1378)

## XVI secolo(7)
- 1563 - Federico di Fürstenberg-Heiligenberg, nobile tedesco († 1617)
- 1567 - Giovanni Giorgio I di Anhalt-Dessau, principe († 1618)
- 1567 - Claudio Monteverdi, compositore italiano († 1643)
- 1568 - Guglielmo Caccia, pittore italiano († 1625)
- 1586 - Tsugaru Nobuhira, militare giapponese († 1631)
- 1594 - Luigi Enrico di Nassau-Dillenburg, nobile tedesco († 1662)
- 1596 - Abraham van Diepenbeeck, pittore e illustratore fiammingo († 1675)

## XVII secolo(13)
- 1605 - Philipp Chemnitz, storico e teologo tedesco († 1678)
- 1613 - Mattias de' Medici, nobile e militare italiano († 1667)
- 1617 - Federico d'Assia-Eschwege († 1655)
- 1635 - Augusto di Schleswig-Holstein-Sonderburg-Plön-Norburg, nobile danese († 1699)
- 1655 - Jacques Blondeau, incisore fiammingo († 1698)
- 1655 - Giorgio Maria Martinelli, religioso italiano († 1727)
- 1658 - Franz Arnold von Wolff-Metternich zur Gracht, vescovo cattolico tedesco († 1718)
- 1661 - Jahandar Shah, sovrano († 1713)
- 1668 - Gioacchino Federico di Schleswig-Holstein-Sonderburg-Plön, principe danese († 1722)
- 1685 - Clemente Ruta, pittore italiano († 1767)
- 1692 - Giuseppe Agostino Orsi, cardinale e storico italiano († 1761)
- 1692 - Sigismondo Tudisi, vescovo cattolico dalmata († 1760)
- 1693 - Charles Howard, VII conte di Suffolk, nobile e politico inglese († 1722)

## XVIII secolo(26)
- 1717 - Nicolas Beauzée, grammatico francese († 1789)
- 1719 - Giovanni Battista Noghera, gesuita, scrittore e retore italiano († 1784)
- 1724 - Kasper Lubomirski, nobile, generale e politico polacco († 1780)
- 1729 - John West, II conte De La Warr, nobile, politico e ufficiale inglese († 1777)
- 1738 - John Wolcot, poeta britannico († 1819)
- 1740 - Giovanni Paisiello, compositore italiano († 1816)
- 1741 - Gregorio García de la Cuesta, generale spagnolo († 1811)
- 1746 - Gaspard Monge, matematico e disegnatore francese († 1818)
- 1751 - Jakob Friedrich von Abel, filosofo tedesco († 1829)
- 1752 - Johann Anton Leisewitz, scrittore tedesco († 1806)
- 1759 - Armand Simon-Marie Blanquet du Chayla, ammiraglio francese († 1826)
- 1763 - János Batsányi, poeta ungherese († 1845)
- 1772 - Julien Auguste Joseph Mermet, generale francese († 1837)
- 1773 - Jean Charles Léonard Simonde de Sismondi, economista, letterato e storico svizzero († 1842)
- 1775 - Jacob Brown, generale statunitense († 1828)
- 1781 - Alexandre Henri Gabriel de Cassini, botanico e naturalista francese († 1832)
- 1784 - Heinrich von Holleben, generale e scrittore prussiano († 1864)
- 1784 - Giorgio di Oldenburg, principe († 1812)
- 1788 - Giovanni Aloisio III di Oettingen-Spielberg, principe tedesco († 1855)
- 1790 - Louis-Denis Caillouette, scultore francese († 1868)
- 1791 - Pierre Alain Boudousquié, politico francese († 1867)
- 1796 - August Friedrich Pauly, filologo classico tedesco († 1845)
- 1799 - Olympe Pélissier, modella francese († 1878)
- 1799 - Philipp von Stadion und Thannhausen, generale austriaco († 1868)
- 1800 - John Brown, attivista statunitense († 1859)
- 1800 - Annunciata Cocchetti, religiosa italiana († 1882)

## XIX secolo(139)
- 1801 - Samuel Cousins, incisore inglese († 1887)
- 1801 - Fanny Targioni Tozzetti, nobildonna italiana († 1889)
- 1803 - António Bernardo da Costa Cabral, politico portoghese († 1889)
- 1803 - Charles Lucas, avvocato, giurista e funzionario francese († 1889)
- 1804 - Hewett Cottrell Watson, botanico inglese († 1881)
- 1807 - Angiolo Del Lungo, medico italiano († 1884)
- 1808 - Carlo Sacconi, cardinale e arcivescovo cattolico italiano († 1889)
- 1808 - John Scott Russell, ingegnere navale scozzese († 1882)
- 1810 - Marianna di Orange-Nassau, principessa olandese († 1883)
- 1814 - Maria Luisa Carlotta d'Assia-Kassel, principessa tedesca († 1895)
- 1815 - Louis Delâtre, poeta e traduttore francese († 1893)
- 1816 - Leonilla Ivanovna Barjatinskaja, nobildonna russa († 1918)
- 1819 - Giuseppina Brambilla, contralto e soprano italiana († 1903)
- 1819 - Luigi Melegari, avvocato e patriota italiano († 1877)
- 1820 - Charles Nègre, pittore e fotografo francese († 1880)
- 1820 - Sergio, religioso russo († 1898)
- 1823 - Domenico Laboccetta, violoncellista e cantante italiano († 1896)
- 1825 - James Collinson, pittore inglese († 1881)
- 1828 - Enrico d'Asburgo-Lorena, nobile († 1891)
- 1828 - Johannes Müller Argoviensis, botanico svizzero († 1896)
- 1828 - Ciro Pinsuti, compositore italiano († 1888)
- 1829 - Charles Walter De Vis, zoologo e ornitologo inglese († 1915)
- 1830 - Harriet Lane, first lady statunitense († 1903)
- 1830 - Antonio Giovanni Lanzirotti, scultore italiano († 1921)
- 1830 - Luigi Persoglio, gesuita italiano († 1911)
- 1832 - Jessie White, patriota, scrittrice e filantropa britannica († 1906)
- 1833 - Hermann von Spaun, ammiraglio austro-ungarico († 1919)
- 1834 - Alexander Calandrelli, scultore tedesco († 1903)
- 1834 - Angelo Pometta, medico e politico svizzero († 1876)
- 1835 - Maksim Alekseevič Antonovič, filosofo e giornalista russo († 1918)
- 1835 - Luigi De Persiis, storico e vescovo cattolico italiano († 1904)
- 1836 - Ferdinand Monoyer, medico francese († 1912)
- 1837 - Maria Domenica Mazzarello, religiosa italiana († 1881)
- 1837 - Adam Opel, imprenditore tedesco († 1895)
- 1838 - George Coventry, IX conte di Coventry, politico inglese († 1930)
- 1840 - Cesare Maccari, pittore e scultore italiano († 1919)
- 1840 - Nicola di Oldenburg, duca († 1886)
- 1840 - Carlo Alberto Quigini Puliga, ammiraglio e politico italiano († 1913)
- 1840 - Blanche d'Antigny, cantante e attrice teatrale francese († 1874)
- 1843 - Anton von Werner, pittore tedesco († 1915)
- 1844 - Georges Martin, medico e politico francese († 1916)
- 1845 - Gustaf de Laval, ingegnere, inventore e imprenditore svedese († 1913)
- 1846 - Moise Jarach, banchiere italiano († 1922)
- 1846 - Arturo Marchi, arcivescovo cattolico italiano († 1928)
- 1847 - Antonio Fagiuoli, patriota italiano († 1866)
- 1849 - Theodor Leutwein, militare e politico tedesco († 1921)
- 1849 - Imperatrice Shōken, imperatrice giapponese († 1914)
- 1850 - Constantino di Oldenburg, duca († 1906)
- 1850 - Edward Weston, chimico, ingegnere e imprenditore statunitense († 1936)
- 1851 - Carlo De Stefani, geologo e paleontologo italiano († 1924)
- 1852 - Maconnèn Uoldemicaèl, generale e politico etiope († 1906)
- 1855 - David Santillana, giurista italiano († 1931)
- 1857 - Luigi Illica, commediografo e librettista italiano († 1919)
- 1859 - William Job Collins, chirurgo inglese († 1946)
- 1860 - Joaquín Albarrán, medico cubano († 1912)
- 1860 - J. M. Barrie, scrittore e drammaturgo scozzese († 1937)
- 1860 - William Kemmler, criminale statunitense († 1890)
- 1865 - August de Boeck, compositore, organista e pedagogo belga († 1937)
- 1866 - Elizabeth Magie, imprenditrice e autrice di giochi statunitense († 1948)
- 1867 - Francesco Crispo Moncada, prefetto, poliziotto e politico italiano († 1952)
- 1867 - Marie-Juliette Louvet, francese († 1930)
- 1868 - Enrico Astolfo Scuri, sollevatore e lottatore italiano († 1935)
- 1869 - Alessandro III, siriano († 1958)
- 1870 - Hans Baluschek, pittore tedesco († 1935)
- 1870 - Lorenzo Nidiaci, pallonista italiano († 1947)
- 1870 - Harry Vardon, golfista inglese († 1937)
- 1871 - Nikolaj Evgrafovič Fedoseev, rivoluzionario russo († 1898)
- 1872 - Pierre Biétry, sindacalista e politico francese († 1918)
- 1874 - Lilian Baylis, produttrice teatrale e manager inglese († 1937)
- 1874 - Howard Carter, archeologo e egittologo britannico († 1939)
- 1875 - Leopold Andrian, scrittore e diplomatico austriaco († 1951)
- 1875 - Angelo Montechiari, fantino italiano († 1909)
- 1875 - Gregoria de Jesús, rivoluzionaria e attivista filippina († 1943)
- 1876 - Gilbert Ames Bliss, matematico statunitense († 1951)
- 1877 - James Colquhoun Irvine, chimico scozzese († 1952)
- 1877 - Peter Maurin, attivista francese († 1949)
- 1877 - Novello Novelli, politico italiano († 1963)
- 1877 - Hovsep Pushman, pittore armeno († 1966)
- 1877 - Gino de Finetti, pittore, illustratore e grafico italiano († 1955)
- 1879 - Julija Nikolaevna Danzas, filosofa, teologa e storica russa († 1942)
- 1882 - Henry John Kaiser, ingegnere, imprenditore e filantropo statunitense († 1967)
- 1882 - Edward Aloysius Mooney, cardinale e arcivescovo cattolico statunitense († 1958)
- 1883 - Evasio Colli, arcivescovo cattolico italiano († 1971)
- 1883 - Gian Felice Gino, aviatore italiano († 1918)
- 1883 - José Ortega y Gasset, filosofo e sociologo spagnolo († 1955)
- 1884 - Vincenzo Borgarello, ciclista su strada italiano († 1969)
- 1884 - Ugo Enrico Paoli, filologo classico e latinista italiano († 1963)
- 1884 - Valdemar Psilander, attore cinematografico danese († 1917)
- 1884 - Achille Urbain, biologo francese († 1957)
- 1885 - Filippo Orsatti, ingegnere e politico italiano († 1972)
- 1885 - Johan Rühl, pallanuotista olandese († 1972)
- 1885 - Max Tobias, calciatore belga
- 1885 - Gianni Vella, pittore maltese († 1977)
- 1886 - Francis Beverley Biddle, politico e avvocato statunitense († 1968)
- 1886 - Edu Snethlage, calciatore olandese († 1941)
- 1887 - Jaroslav Čížek, calciatore boemo († 1924)
- 1887 - Elsa Conrad, imprenditrice tedesca († 1963)
- 1887 - Nikolaj Mel'nickij, tiratore a segno russo († 1965)
- 1887 - John Nordin, ingegnere svedese († 1983)
- 1888 - Francesco Baracca, aviatore italiano († 1918)
- 1888 - Rolf de Maré, imprenditore e collezionista d'arte svedese († 1964)
- 1888 - Camille Nys, calciatore belga
- 1888 - Gino Pavesi, ammiraglio italiano († 1960)
- 1889 - Giuseppe Cancelliere, scacchista italiano († 1959)
- 1889 - Zhang Qun, politico e generale cinese († 1990)
- 1890 - Roberto Olmi, generale italiano († 1968)
- 1891 - Fritz Heitmann, organista tedesco († 1953)
- 1891 - Thierry Sandre, scrittore, poeta e saggista francese († 1950)
- 1892 - Zita di Borbone-Parma, imperatrice austriaca († 1989)
- 1892 - Jean De Bie, calciatore belga († 1961)
- 1892 - Luigi Del Bianco, scultore italiano († 1969)
- 1892 - Torkel Trædal, calciatore norvegese († 1979)
- 1892 - Frederick Voigt, giornalista inglese († 1957)
- 1892 - Walter Max Zimmermann, biologo e botanico tedesco († 1980)
- 1893 - Henry Gilman, chimico statunitense († 1986)
- 1893 - Jean Leflon, presbitero e storico francese († 1979)
- 1893 - Walter Maurer, lottatore statunitense († 1983)
- 1893 - William Moulton Marston, psicologo, inventore e fumettista statunitense († 1947)
- 1893 - Carolina Rispoli, scrittrice italiana († 1991)
- 1893 - Pitigrilli, scrittore, giornalista e aforista italiano († 1975)
- 1894 - Benjamin Graham, economista e imprenditore statunitense († 1976)
- 1894 - Giacomo Zanussi, generale italiano († 1966)
- 1895 - Antonio Bandini Buti, giornalista italiano († 1967)
- 1895 - Richard Barthelmess, attore statunitense († 1963)
- 1895 - Lucian Blaga, filosofo, poeta e drammaturgo rumeno († 1961)
- 1895 - Frank Foss, astista statunitense († 1989)
- 1896 - Austin Clarke, poeta, drammaturgo e romanziere irlandese († 1974)
- 1896 - Umberto D'Ancona, biologo e zoologo italiano († 1964)
- 1896 - Richard Day, scenografo statunitense († 1972)
- 1897 - Robert Kinsey, tennista statunitense († 1964)
- 1897 - Ottorino Perrone, politico italiano († 1957)
- 1898 - Giuseppe Giuliano Allegra, politico e avvocato italiano († 1956)
- 1898 - Arend Heyting, matematico e logico olandese († 1980)
- 1898 - Arturo Lazoli, calciatore italiano († 1976)
- 1898 - Edith Meiser, attrice e librettista statunitense († 1993)
- 1900 - Arturo Frateschi, calciatore italiano († 1939)
- 1900 - Piera Locatelli, medico e biochimica italiana († 1975)
- 1900 - Maria Malicka, attrice cinematografica polacca († 1992)
- 1900 - David Nepomuceno, velocista filippino († 1939)

## XX secolo(888)
- 1901 - Alberto Barni, calciatore italiano
- 1901 - Fuzzy Knight, attore statunitense († 1976)
- 1901 - Gustav Machatý, regista e sceneggiatore ceco († 1963)
- 1901 - Casey Roberts, scenografo statunitense († 1949)
- 1902 - Pietro Castiglia, avvocato e politico italiano († 1984)
- 1902 - Giovanni Lagna, militare italiano († 1941)
- 1903 - Domenico Gariglio, calciatore italiano († 1957)
- 1904 - Gregory Bateson, antropologo, sociologo e psicologo britannico († 1980)
- 1904 - David MacDonald, regista, sceneggiatore e produttore cinematografico britannico († 1983)
- 1904 - Sestilio Matteocci, militare italiano († 1940)
- 1904 - Lorenzo Niccolai, calciatore italiano († 1978)
- 1904 - Stefano Oxilia, calciatore italiano († 1956)
- 1904 - Grete Stern, fotografa tedesca († 1999)
- 1904 - Gösta Stoltz, scacchista svedese († 1963)
- 1904 - Gaetano Ziliani, calciatore italiano († 1955)
- 1905 - Lilí de Álvarez, tennista, giornalista e scrittrice spagnola († 1998)
- 1905 - Hans-Heinrich Reckeweg, medico tedesco († 1985)
- 1906 - Goliardo Gelardi, calciatore brasiliano († 1983)
- 1906 - Marino Gentile, filosofo e pedagogista italiano († 1991)
- 1906 - Neal Harris, cestista, allenatore di pallacanestro e giocatore di baseball statunitense († 1982)
- 1906 - Nicholas Mayall, astronomo statunitense († 1993)
- 1907 - Pino Donati, compositore italiano († 1975)
- 1907 - Hans Wilhelm Hagen, giornalista e storico dell'arte tedesco († 1969)
- 1907 - Fred Warngård, martellista svedese († 1950)
- 1908 - August-Martin Euler, politico tedesco († 1966)
- 1908 - Augusto Masetto, calciatore italiano († 1980)
- 1908 - Julius Muthig, medico tedesco († 1989)
- 1908 - Nancy Newhall, scrittrice statunitense († 1974)
- 1908 - Giuseppe Palomba, economista italiano († 1986)
- 1908 - Carlo Romano, attore, doppiatore e sceneggiatore italiano († 1975)
- 1908 - Lino Ziller, politico e partigiano italiano († 1975)
- 1909 - Jean Biondi, politico francese († 1950)
- 1909 - Gordon Bunshaft, architetto statunitense († 1990)
- 1909 - James Hagerty, giornalista statunitense († 1981)
- 1909 - Eugenio Garin, filosofo e storico della filosofia italiano († 2004)
- 1909 - Abdul Magid Kubar, politico libico († 1988)
- 1909 - Frank Meyer, filosofo e politologo statunitense († 1972)
- 1909 - Kira Kirillovna Romanova, principessa russa († 1967)
- 1910 - Carmela Carabelli, mistica italiana († 1978)
- 1910 - Francis Carpenter, attore statunitense († 1973)
- 1910 - Vincenzo Regina, presbitero e storico italiano († 2009)
- 1910 - Antoon van Schendel, ciclista su strada olandese († 1990)
- 1911 - Giannino Bulzone, maratoneta italiano († 1987)
- 1911 - Romolo Carboni, arcivescovo cattolico italiano († 1999)
- 1911 - Valdo Fusi, avvocato, politico e scrittore italiano († 1975)
- 1911 - Knut Hansson, calciatore svedese († 1990)
- 1911 - Crew Stoneley, velocista britannico († 2002)
- 1911 - Scot Symon, calciatore e allenatore di calcio scozzese († 1985)
- 1912 - Pedro Armendáriz, attore messicano († 1963)
- 1912 - Jaroslav Kraus, calciatore boemo
- 1912 - Arnošt Kreuz, calciatore cecoslovacco († 1974)
- 1912 - Janusz Patrzykont, cestista e allenatore di pallacanestro polacco († 1982)
- 1913 - Alo Suurna, cestista estone († 2008)
- 1914 - Carlo Maria Giulini, direttore d'orchestra italiano († 2005)
- 1914 - John Merrill Knapp, musicologo statunitense († 1993)
- 1914 - Josef Müller-Brockmann, designer svizzero († 1996)
- 1914 - Hank Snow, cantautore e musicista canadese († 1999)
- 1915 - Luigi Beretta Anguissola, dirigente pubblico italiano († 2001)
- 1915 - Aldo Bertocci, tenore italiano († 2004)
- 1915 - Maddalena Nodari, pittrice italiana († 2004)
- 1915 - Angelo Schiavetta, calciatore italiano († 2010)
- 1915 - Gani Strazimiri, pittore, architetto e urbanista albanese († 1993)
- 1915 - Mario Zidarich, calciatore e allenatore di calcio italiano († 1974)
- 1916 - Franco Cappa, aviatore e militare italiano († 1941)
- 1916 - Rudy Debnar, cestista statunitense († 1982)
- 1916 - Alice Fitoussi, cantante algerina († 1978)
- 1916 - Bruno Gombi, politico e partigiano italiano († 2001)
- 1916 - Alba Valech Capozzi, scrittrice e superstite dell'Olocausto italiana († 1999)
- 1916 - Marja Ilmatar Väisälä, astronoma e insegnante finlandese († 2011)
- 1917 - Fay Kanin, sceneggiatrice, drammaturga e produttrice cinematografica statunitense († 2013)
- 1917 - Martin Möbus, militare e aviatore tedesco († 1944)
- 1917 - George Nelmark, cestista statunitense († 2010)
- 1917 - Gregorio Samaniego, calciatore argentino
- 1917 - Richard Shores, compositore e direttore d'orchestra statunitense († 2001)
- 1918 - Orville Freeman, politico e militare statunitense († 2003)
- 1918 - Axel Grönberg, lottatore svedese († 1988)
- 1918 - Mike Wallace, giornalista statunitense († 2012)
- 1919 - Donald Haines, attore statunitense († 1943)
- 1920 - Richard Adams, scrittore e glottoteta britannico († 2016)
- 1920 - Gino Fondi, ciclista su strada italiano († 1987)
- 1920 - Mario Laurencich, calciatore e allenatore di calcio italiano († 1996)
- 1920 - Mario Mineo, politico e antifascista italiano († 1987)
- 1920 - Angelo Rossetti, calciatore italiano († 2005)
- 1920 - Oscarre Spadavecchia, calciatore italiano († 1997)
- 1920 - Celia Sánchez, rivoluzionaria, politica e archivista cubana († 1980)
- 1920 - William Tenn, autore di fantascienza britannico († 2010)
- 1921 - Paul Barth, schermidore svizzero († 1974)
- 1921 - Daniel Berrigan, gesuita, attivista e scrittore statunitense († 2016)
- 1921 - Theodor Brinek, allenatore di calcio e calciatore austriaco († 2000)
- 1921 - Mary Curtis Verna, soprano statunitense († 2009)
- 1921 - Luigi Di Paolantonio, politico italiano († 1976)
- 1921 - Mario Fantin, alpinista e regista italiano († 1980)
- 1921 - Roberto Malaroda, geologo e paleontologo italiano († 2008)
- 1921 - Sophie Scholl, attivista tedesca († 1943)
- 1921 - Mona Van Duyn, poetessa statunitense († 2004)
- 1921 - František Vysocký, calciatore slovacco († 1986)
- 1922 - Manuel Capela, calciatore portoghese
- 1923 - Aldo Biagiotti, calciatore italiano († 2007)
- 1923 - Miltiadīs Carydīs, direttore d'orchestra greco († 1998)
- 1923 - Antonio Del Guercio, storico dell'arte e critico d'arte italiano († 2018)
- 1923 - Gino Gavioli, fumettista e animatore italiano († 2016)
- 1923 - Vincenzo Giummarra, politico italiano († 2010)
- 1923 - Massimo Infante, giornalista, storico e saggista italiano († 2001)
- 1923 - Sergio Maldini, scrittore e giornalista italiano († 1998)
- 1923 - Antonio Ravel, giornalista italiano († 1999)
- 1924 - Jean Girault, regista, sceneggiatore e produttore cinematografico francese († 1982)
- 1924 - Elisabeth Kaza, attrice ungherese († 2004)
- 1924 - Bulat Šalvovič Okudžava, cantautore e poeta russo († 1997)
- 1925 - Raoul Bortoletto, calciatore e allenatore di calcio italiano († 2003)
- 1925 - Francisco Campana, calciatore argentino († 1985)
- 1925 - Paolo Ercoli, ingegnere e informatico italiano († 1996)
- 1925 - Paolo Martuscelli, ingegnere e politico italiano († 1999)
- 1925 - Leone Piccioni, critico letterario e giornalista italiano († 2018)
- 1925 - Dante Voglino, calciatore italiano († 2001)
- 1925 - Gita Vygodskaja, psicologa e pedagogista sovietica († 2010)
- 1925 - Will J. White, attore statunitense († 1992)
- 1926 - Carlo Boscarato, fumettista e disegnatore italiano († 1987)
- 1926 - Napoleone Colajanni, politico italiano († 2005)
- 1926 - Vittorio Giorgini, architetto italiano († 2010)
- 1927 - Ferdinando Baldi, regista e sceneggiatore italiano († 2007)
- 1927 - Guido Caroli, pattinatore di velocità su ghiaccio italiano († 2021)
- 1927 - Manfred Eigen, chimico, fisico e biofisico tedesco († 2019)
- 1927 - Francesco Grisi, scrittore, critico letterario e giornalista italiano († 1999)
- 1927 - Piet J. Kroonenberg, storico e scrittore olandese († 2016)
- 1927 - Juan José Pizzuti, calciatore e allenatore di calcio argentino († 2020)
- 1927 - Fausto Sarli, stilista italiano († 2010)
- 1927 - Yvonne Viseux, modella francese († 2018)
- 1928 - Antonino Calamo, politico italiano († 2021)
- 1928 - Ralph Goings, pittore statunitense († 2016)
- 1928 - Pancho Gonzales, tennista statunitense († 1995)
- 1928 - Nunzio Incardona, filosofo italiano († 2003)
- 1928 - Douglas Rain, attore e doppiatore canadese († 2018)
- 1928 - Ernestina Saragat, italiana
- 1928 - Barbara Ann Scott, pattinatrice artistica su ghiaccio canadese († 2012)
- 1928 - Bernard C. Webber, marinaio e militare statunitense († 2009)
- 1929 - Bob Tonelli, attore italiano († 1987)
- 1930 - Alicia Appleman-Jurman, scrittrice e superstite dell'Olocausto polacca († 2017)
- 1930 - Ezio Bardelli, calciatore italiano († 2018)
- 1930 - Bob Brown, pilota motociclistico australiano († 1960)
- 1930 - Corrado Carnevale, ex magistrato italiano
- 1930 - Elena Lagadinova, agronoma e politica bulgara († 2017)
- 1930 - Vincenzo Musolino, attore e regista italiano († 1969)
- 1930 - Ələkbər Məmmədov, allenatore di calcio e calciatore sovietico († 2014)
- 1930 - Claude Sylvain, attrice francese († 2005)
- 1931 - Vance Brand, ex astronauta statunitense
- 1931 - Klára Fried-Bánfalvi, canoista ungherese († 2009)
- 1931 - Jimmy Gauld, calciatore scozzese († 2004)
- 1931 - Raimonda Orselli, socialite, attrice e ballerina italiana († 1993)
- 1931 - Melva Saunders, cestista australiana († 2021)
- 1932 - Javier Ambrois, calciatore uruguaiano († 1975)
- 1932 - Iosif Deutsch, pallanuotista rumeno († 1992)
- 1932 - Lino Mariani, giocatore di curling italiano
- 1932 - Geraldine McEwan, attrice britannica († 2015)
- 1932 - Alex McMillan, politico statunitense († 2024)
- 1932 - Roger Dumas, attore francese († 2016)
- 1932 - Theo Schönhöft, calciatore tedesco († 1976)
- 1933 - André Gounelle, teologo francese († 2025)
- 1934 - Alan Bennett, scrittore, drammaturgo e sceneggiatore britannico
- 1934 - Francis Bonnici, ex calciatore maltese
- 1934 - Daniel Charles-Alfred, calciatore francese († 2020)
- 1934 - Bruno Grandi, allenatore di ginnastica e dirigente sportivo italiano († 2019)
- 1934 - José Antonio Rubio, calciatore spagnolo († 2005)
- 1934 - Solomon Abramovič Šuster, regista sovietico († 1995)
- 1935 - Alfredo Brasioli, fumettista, illustratore e pittore italiano († 2016)
- 1935 - Roger Hargreaves, scrittore e illustratore britannico († 1988)
- 1935 - Rosy Mazzacurati, attrice italiana († 2020)
- 1935 - Claudio Pellegrini, fisico italiano
- 1935 - Halina Poświatowska, poetessa polacca († 1967)
- 1935 - Alfredo Strambi, politico italiano
- 1936 - Andrea Borruso, politico italiano († 2018)
- 1936 - Adolfo Cartisano, fotografo italiano († 1993)
- 1936 - Terry Downes, pugile britannico († 2017)
- 1936 - Albert Finney, attore inglese († 2019)
- 1936 - Antonio Imbasciati, psicoanalista e psicoterapeuta italiano
- 1936 - Glenda Jackson, attrice e politica britannica († 2023)
- 1936 - Aleksandr Kirillov, matematico russo
- 1936 - Giovanni Scavo, mezzofondista italiano († 1959)
- 1936 - Ernest Shonekan, politico nigeriano († 2022)
- 1937 - Sonny Curtis, cantante, compositore e paroliere statunitense
- 1937 - Yves Devernay, organista e compositore francese († 1990)
- 1937 - Bob Jeter, giocatore di football americano statunitense († 2008)
- 1937 - Annemarie Kuhn, politica tedesca
- 1937 - Attilio Lolini, poeta e giornalista italiano († 2017)
- 1937 - Rafael Moneo, architetto spagnolo
- 1937 - Tullio Moneta, mercenario e attore italiano († 2022)
- 1937 - Ermes Polli, calciatore italiano († 2020)
- 1937 - Dave Prater, cantante, musicista e ballerino statunitense († 1988)
- 1937 - Jelko Yuresha, ballerino e coreografo croato († 2020)
- 1937 - Carlo de Incontrera, compositore e musicologo italiano
- 1938 - Gianni Cazzola, batterista italiano
- 1938 - Domenico Lops, arbitro di calcio italiano
- 1938 - Gaetano Pecorella, politico e avvocato italiano
- 1938 - Charles Simić, poeta e traduttore statunitense († 2023)
- 1938 - Happy Traum, chitarrista e suonatore di banjo statunitense († 2024)
- 1938 - Giovanni Volpi, imprenditore italiano
- 1939 - Emanuele Aliotta, imprenditore italiano († 2010)
- 1939 - James Bardeen, fisico e cosmologo statunitense († 2022)
- 1939 - Ralph Boston, lunghista statunitense († 2023)
- 1939 - Gian Carlo Caselli, ex magistrato e saggista italiano
- 1939 - Constance Demby, compositrice e polistrumentista statunitense († 2021)
- 1939 - Pierre Desproges, umorista francese († 1988)
- 1939 - Pádraig Flynn, politico irlandese
- 1939 - John Uzo Ogbu, antropologo nigeriano († 2003)
- 1939 - Mark Smolinski, ex giocatore di football americano statunitense
- 1939 - Ion Țiriac, ex tennista, ex hockeista su ghiaccio e imprenditore rumeno
- 1939 - Giorgio Zancanaro, baritono italiano
- 1940 - Franco Bassanini, politico italiano
- 1940 - Robert Blust, linguista statunitense († 2022)
- 1940 - James L. Brooks, produttore televisivo, produttore cinematografico e regista statunitense
- 1940 - Gianfranco Couyoumdjian, produttore cinematografico e sceneggiatore italiano († 2010)
- 1940 - Dick Morrissey, musicista e compositore britannico († 2000)
- 1940 - Giulio Pane, architetto e storico dell'architettura italiano
- 1940 - Kazbek Tuayev, allenatore di calcio, dirigente sportivo e ex calciatore sovietico
- 1940 - Miguel Angel Virasoro, fisico argentino († 2021)
- 1941 - Rüdiger Bubner, filosofo tedesco († 2007)
- 1941 - Jan Dibbets, artista olandese
- 1941 - Matteo Graziano, politico italiano († 2013)
- 1941 - Dorothy Hyman, ex velocista britannica
- 1941 - Howard Komives, cestista e allenatore di pallacanestro statunitense († 2009)
- 1941 - Matthias Langhoff, regista teatrale tedesco
- 1941 - Gilberto Noletti, calciatore italiano († 2024)
- 1941 - Émile Puech, presbitero e epigrafista francese
- 1941 - Finn Willy Sørensen, allenatore di calcio e calciatore danese († 2019)
- 1942 - John Ashcroft, politico statunitense
- 1942 - Fabio Ferrario, ex calciatore italiano
- 1942 - Brendon Hackwill, cestista e giocatore di football australiano australiano († 1995)
- 1942 - Tommy Roe, cantautore e musicista statunitense
- 1942 - Mirko Sandić, pallanuotista e allenatore di pallanuoto jugoslavo († 2006)
- 1942 - George Wilson, cestista statunitense († 2023)
- 1943 - Emile Ardolino, regista statunitense († 1993)
- 1943 - Vince Cable, politico e economista britannico
- 1943 - Ove Grahn, calciatore svedese († 2007)
- 1943 - Pavla Holková, ex cestista cecoslovacca
- 1943 - Mick Kearin, calciatore irlandese († 2025)
- 1943 - Kiyoshi Kuromiya, attivista e pacifista statunitense († 2000)
- 1943 - Valentino Martelli, politico italiano
- 1943 - Colin Pillinger, astrofisico britannico († 2014)
- 1944 - Jurij Avruckij, calciatore sovietico († 2009)
- 1944 - Richie Furay, cantautore e chitarrista statunitense
- 1944 - Lars Norén, poeta, romanziere e drammaturgo svedese († 2021)
- 1944 - Laurence Owen, pattinatrice artistica su ghiaccio statunitense († 1961)
- 1944 - Petra Roth, politica tedesca
- 1944 - Heidemarie Steiner, ex pattinatrice artistica su ghiaccio tedesca
- 1945 - Gamal Ghitani, scrittore e giornalista egiziano († 2015)
- 1945 - Claude Barthélemy, calciatore haitiano († 2020)
- 1945 - Sergio Benítez, ex wrestler e religioso messicano
- 1945 - Gérard Besnard, ciclista su strada francese
- 1945 - Gholam-Ali Haddad-Adel, politico e filosofo iraniano
- 1945 - Jupp Heynckes, ex calciatore e allenatore di calcio tedesco
- 1945 - Steve Katz, musicista e produttore discografico statunitense
- 1945 - Joseph-Marion Leandré, ex calciatore haitiano
- 1945 - Massimo Masini, ex cestista e allenatore di pallacanestro italiano
- 1945 - Gastone Rizzato, ex calciatore italiano
- 1945 - Mario Scrivano, cantautore, paroliere e compositore italiano
- 1946 - Candice Bergen, attrice, fotoreporter e stilista statunitense
- 1946 - Drafi Deutscher, cantante, compositore e produttore discografico tedesco († 2006)
- 1946 - Grzegorz Korcz, ex cestista e allenatore di pallacanestro polacco
- 1946 - Dino Ponchio, allenatore di atletica leggera, dirigente sportivo e insegnante italiano
- 1946 - Giorgio Rodano, economista italiano
- 1946 - Harald Sæther, compositore norvegese († 2021)
- 1946 - George Stack, arcivescovo cattolico irlandese
- 1946 - Maurizio Trani, truccatore e effettista italiano
- 1947 - Yukiya Amano, diplomatico giapponese († 2019)
- 1947 - Larry Arbuthnot, ex slittinista canadese
- 1947 - Andrea Battistini, critico letterario e italianista italiano († 2020)
- 1947 - Vittorio Corona, giornalista italiano († 2007)
- 1947 - Mario Diana, politico italiano
- 1947 - Hans-Peter Gies, ex pesista tedesco
- 1947 - Anthony Higgins, attore britannico
- 1947 - Michael Levitt, biofisico e chimico sudafricano
- 1947 - Paolo Ravaioli, politico italiano
- 1947 - Andy Sutcliffe, pilota di Formula 1 britannico († 2015)
- 1947 - Jairo Velasco, ex tennista colombiano
- 1948 - Massimo Bordi, dirigente d'azienda e ingegnere italiano
- 1948 - Roberto Cicutto, produttore cinematografico italiano
- 1948 - Annibale Giannarelli, cantante e pianista italiano
- 1948 - Calvin Murphy, ex cestista e allenatore di pallacanestro statunitense
- 1948 - Kurt Müller, allenatore di calcio e ex calciatore svizzero
- 1948 - Maurizio Paniz, avvocato e politico italiano
- 1949 - Oleg Jur'evič At'kov, cosmonauta e medico sovietico
- 1949 - Nancy Cuomo, cantante e produttrice discografica italiana
- 1949 - Michael Herz, regista, attore e sceneggiatore statunitense
- 1949 - Dan Irimiciuc, ex schermidore rumeno
- 1949 - Billy Joel, cantautore, pianista e compositore statunitense
- 1949 - Jake Jones, ex cestista statunitense
- 1949 - Bob Margolin, chitarrista statunitense
- 1949 - Ibrahim Baré Maïnassara, militare e politico nigerino († 1999)
- 1949 - Elmore Smith, ex cestista statunitense
- 1950 - Gary Berland, giocatore di poker statunitense († 1988)
- 1950 - Angelika Buck, ex danzatrice su ghiaccio tedesca
- 1950 - James Butts, ex triplista statunitense
- 1950 - Peter Dawson, golfista britannico
- 1950 - Renzo Innocenti, politico e sindacalista italiano
- 1950 - Matthew Kelly, attore inglese
- 1950 - Angelika Kraus, ex nuotatrice tedesca occidentale
- 1950 - Tom Petersson, bassista statunitense
- 1950 - Christian Rauth, attore, regista e drammaturgo francese
- 1950 - Louk Sanders, ex tennista olandese
- 1950 - Luciano Spinosi, ex calciatore e allenatore di calcio italiano
- 1951 - Alberto Ardessi, ex cestista italiano
- 1951 - Lloyd Batts, ex cestista statunitense
- 1951 - Carmine Fornari, regista e sceneggiatore italiano
- 1951 - Jorie Graham, poetessa statunitense
- 1951 - Alley Mills, attrice statunitense
- 1951 - Cláudio Duarte, allenatore di calcio e ex calciatore brasiliano
- 1951 - Geoff Ryman, scrittore canadese
- 1951 - Silvestro Terzi, politico italiano
- 1952 - Dick Annegarn, cantautore olandese
- 1952 - Lucia Mastrodomenico, giornalista e attivista italiana († 2007)
- 1952 - Zdeněk Nehoda, allenatore di calcio e ex calciatore cecoslovacco
- 1952 - Gioacchino Pellitteri, politico italiano
- 1953 - Awad Abdel Nabi, ex cestista egiziano
- 1953 - John Edwards, musicista inglese
- 1953 - Giovanni Ferradini, ex calciatore italiano
- 1953 - Amy Hill, attrice statunitense
- 1953 - Kojo, cantante finlandese
- 1953 - Roberto Longo, matematico italiano
- 1953 - Henri Magne, copilota di rally francese († 2006)
- 1953 - Manny Matos, ex calciatore statunitense
- 1953 - Dieter Wendisch, ex canottiere tedesco
- 1953 - Pierre d'Ornellas, arcivescovo cattolico francese
- 1954 - Kevin Bowring, rugbista a 15, allenatore di rugby a 15 e dirigente sportivo gallese († 2024)
- 1954 - Francesco Butteri, ex bobbista italiano
- 1954 - Domenico Caso, ex calciatore, allenatore di calcio e dirigente sportivo italiano
- 1954 - Roberto Guerzoni, politico italiano
- 1954 - Balázs Taróczy, ex tennista ungherese
- 1955 - Gabriel Beristáin, direttore della fotografia messicano
- 1955 - Edmund Coffin, cavaliere statunitense
- 1955 - Kevin Peter Hall, attore statunitense († 1991)
- 1955 - Kent Jönsson, ex calciatore svedese
- 1955 - Massimo Lugli, giornalista e scrittore italiano
- 1955 - Györgyi Molnár, ex cestista ungherese
- 1955 - Gianpaolo Rossi, allenatore di calcio e ex calciatore italiano
- 1955 - René Van Den Broeck, cestista belga († 2019)
- 1955 - Boris Zrinski, allenatore di pallacanestro sloveno
- 1955 - Anne Sofie von Otter, mezzosoprano e attrice svedese
- 1956 - Cesare Alpini, storico dell'arte italiano
- 1956 - Frank Andersson, lottatore svedese († 2018)
- 1956 - Steve Barron, regista, sceneggiatore e produttore cinematografico irlandese
- 1956 - Marco Boglione, imprenditore italiano
- 1956 - Marco Caporali, poeta, traduttore e critico teatrale italiano
- 1956 - Wendy Crewson, attrice canadese
- 1956 - Jacques Généreux, economista e politico francese
- 1956 - Elmer Wayne Henley, serial killer statunitense
- 1956 - Sonja Jeannine, attrice austriaca
- 1956 - Giovanni Lanfranco, ex pallavolista italiano
- 1956 - Mary Mapes, giornalista statunitense
- 1956 - Javier Navarrete, compositore spagnolo
- 1956 - Günter Schliwka, sollevatore tedesco orientale († 2023)
- 1956 - Rafael Torres, ex giocatore di calcio a 5 spagnolo
- 1957 - Fulvio Collovati, ex calciatore e dirigente sportivo italiano
- 1957 - Leda Cosmides, psicologa statunitense
- 1957 - Rubén Cousillas, allenatore di calcio e ex calciatore argentino
- 1957 - Dicky Eklund, ex pugile statunitense
- 1957 - Pier Giorgio Gawronski, economista e giornalista italiano
- 1957 - Marco Gelardini, attore italiano
- 1957 - Billy Hamilton, allenatore di calcio e ex calciatore nordirlandese
- 1957 - Beatus Kinyaiya, arcivescovo cattolico tanzaniano
- 1957 - Kristian Levring, regista e sceneggiatore danese
- 1957 - Claudio Lotito, imprenditore, dirigente sportivo e politico italiano
- 1957 - Frank Rozendaal, zoologo olandese († 2013)
- 1957 - Anna Sarabia, ex cestista francese
- 1957 - Mike Shaw, wrestler statunitense († 2010)
- 1957 - Don Smith, ex giocatore di football americano statunitense
- 1958 - Brad Budde, ex giocatore di football americano statunitense
- 1958 - František Chládek, ex biatleta cecoslovacco
- 1958 - Jorge Moré, ex cestista cubano
- 1958 - Ron Mueck, artista e scultore australiano
- 1958 - Esko Rechardt, ex velista finlandese
- 1958 - Isabella Rizzi, ex danzatrice su ghiaccio italiana
- 1958 - Francesco Scali, attore e comico italiano
- 1958 - Graham Smith, ex nuotatore canadese
- 1958 - Julio César Uribe, allenatore di calcio e ex calciatore peruviano
- 1958 - César Vidal, scrittore, storico e giornalista spagnolo
- 1959 - János Áder, politico ungherese
- 1959 - Christian Bach, attrice e ballerina argentina († 2019)
- 1959 - Dennis Chambers, batterista statunitense
- 1959 - Ulrich Matthes, attore e doppiatore tedesco
- 1959 - Silvio Zonzini, ex ciclista su strada sammarinese
- 1960 - Tony Gwynn, giocatore di baseball statunitense († 2014)
- 1960 - Ivan Ivanov, ex ciclista su strada russo
- 1960 - Gianni Maroccolo, bassista e produttore discografico italiano
- 1960 - Pierre-Henri Menthéour, ciclista su strada francese († 2014)
- 1960 - Danilo Nigrelli, attore italiano
- 1960 - Ion Sturza, politico moldavo
- 1960 - Jennifer Turrall, ex nuotatrice australiana
- 1961 - Nicolò Anselmi, vescovo cattolico italiano
- 1961 - Tullio Boi, disegnatore italiano
- 1961 - John Corbett, attore e cantante statunitense
- 1961 - George Cowie, allenatore di calcio e ex calciatore scozzese
- 1961 - Chip Engelland, ex cestista e allenatore di pallacanestro statunitense
- 1961 - Glenn Layendecker, ex tennista statunitense
- 1961 - Kaisa Valtakari, ex cestista finlandese
- 1962 - Kitty Aldridge, attrice e scrittrice britannica
- 1962 - Rosanna Baiardo, dirigente sportiva, allenatrice di pallavolo e ex pallavolista italiana
- 1962 - Miklós Bodoczy, ex schermidore rumeno
- 1962 - Dave Gahan, cantautore inglese
- 1962 - Paul Heaton, cantante inglese
- 1962 - Johannes Ludwig, allenatore di calcio a 5 e ex giocatore di calcio a 5 olandese
- 1962 - Khaled Kasab Mahameed, avvocato palestinese
- 1962 - Sean McNamara, regista, attore e sceneggiatore statunitense
- 1963 - Joe Cirella, allenatore di hockey su ghiaccio e ex hockeista su ghiaccio canadese
- 1963 - Casilda Clemente, ex cestista dominicana
- 1963 - Gary Daniels, attore e artista marziale britannico
- 1963 - Roberto Elvira, allenatore di calcio e ex calciatore spagnolo
- 1963 - Michael Lindsay, doppiatore statunitense († 2019)
- 1963 - Claudio Pacifico, attore e stuntman italiano
- 1963 - Audrey Schulman, scrittrice canadese
- 1963 - Susanne Schuster, ex nuotatrice tedesca occidentale
- 1964 - Genar Andrinua, ex calciatore spagnolo
- 1964 - Paulo Sérgio Baptista, ex giocatore di calcio a 5 brasiliano
- 1964 - Flavio Giupponi, ex ciclista su strada e dirigente sportivo italiano
- 1964 - Lemone Lampley, ex cestista statunitense
- 1964 - Mika Lipponen, ex calciatore finlandese
- 1964 - Loredana Nicosia, attrice, doppiatrice e direttrice del doppiaggio italiana
- 1964 - Richard Pramotton, ex sciatore alpino italiano
- 1964 - Ian Richardson, ex calciatore inglese
- 1964 - Stephen Christopher Rowell, storico e traduttore britannico
- 1964 - Sonja Sohn, attrice statunitense
- 1964 - Frédérique Vidal, politica e biochimica francese
- 1964 - Aleksandăr Vărbanov, ex sollevatore bulgaro
- 1965 - Sandra Corveloni, attrice brasiliana
- 1965 - Charley Drayton, batterista, polistrumentista e compositore statunitense
- 1965 - Marcus Kretzer, pianista e pedagogo tedesco
- 1965 - Marc Logan, ex giocatore di football americano statunitense
- 1965 - Pier Francesco Maestrini, regista italiano
- 1965 - Stefano Mancuso, neuroscienziato e saggista italiano
- 1965 - Michele Miglionico, stilista italiano
- 1965 - Lothar Sippel, allenatore di calcio e ex calciatore tedesco
- 1965 - Furio Steffè, allenatore di pallacanestro italiano
- 1965 - Steve Yzerman, dirigente sportivo e ex hockeista su ghiaccio canadese
- 1966 - Srđan Aleksić, attore e militare jugoslavo († 1993)
- 1966 - Roberto Burchielli, regista, sceneggiatore e autore televisivo italiano
- 1966 - Bill Hawkins, ex giocatore di football americano statunitense
- 1966 - Basílio Marques, allenatore di calcio e calciatore portoghese († 2020)
- 1966 - Marco Antônio da Silva, ex calciatore brasiliano
- 1966 - Monica Sarnelli, cantante italiana
- 1966 - Antonio Silio, ex mezzofondista e maratoneta argentino
- 1967 - Israel Blake Cantero, allenatore di calcio e ex calciatore cubano
- 1967 - Nataša Bokal, ex sciatrice alpina slovena
- 1967 - Fëdor Bondarčuk, attore, regista e produttore cinematografico russo
- 1967 - Mario Farci, vescovo cattolico italiano
- 1967 - Pavel Hoftych, allenatore di calcio, dirigente sportivo e ex calciatore ceco
- 1968 - Francesco Amato, allenatore di hockey su pista e ex hockeista su pista italiano
- 1968 - David Benoit, ex cestista e allenatore di pallacanestro statunitense
- 1968 - Marco Capretti, comico italiano
- 1968 - Caia Coley, attrice statunitense
- 1968 - Francesco De Rosa, giornalista e scrittore italiano
- 1968 - Valner Franković, ex pallamanista croato
- 1968 - Dario Gervasi, vescovo cattolico italiano
- 1968 - Masahiko Harada, ex saltatore con gli sci giapponese
- 1968 - Graham Harman, filosofo statunitense
- 1968 - Hardy Krüger Jr., attore tedesco
- 1968 - Carla Overbeck, ex calciatrice statunitense
- 1968 - Marie-José Pérec, ex velocista francese
- 1968 - Bruce Pickens, ex giocatore di football americano statunitense
- 1968 - Scott Pruitt, avvocato e politico statunitense
- 1968 - Fabrizio Quattrocchi, italiano († 2004)
- 1968 - Neil Ruddock, ex calciatore inglese
- 1968 - Martino Soracreppa, ex hockeista su ghiaccio italiano
- 1969 - David Bull, medico, conduttore televisivo e ex politico britannico
- 1969 - Joe Carnahan, regista, sceneggiatore e produttore televisivo statunitense
- 1969 - Marek Erhardt, attore, doppiatore e conduttore radiofonico tedesco
- 1969 - Ronny Gašperčić, ex calciatore belga
- 1969 - Hudson Leick, attrice e ex modella statunitense
- 1969 - Angela Lombardi, politica italiana
- 1969 - Hugo Maradona, calciatore e allenatore di calcio argentino († 2021)
- 1969 - Deniz Özerman, attrice turca
- 1970 - Earl Carpenter, attore teatrale e cantante britannico
- 1970 - Doug Christie, ex cestista e allenatore di pallacanestro statunitense
- 1970 - Ghostface Killah, rapper statunitense
- 1970 - David Cawthorne Haines, ingegnere aeronautico e attivista britannico († 2014)
- 1970 - Jana Matějková, ex cestista ceca
- 1970 - Marco Sgrò, allenatore di calcio e ex calciatore italiano
- 1970 - Chris Short, ex calciatore inglese
- 1970 - Stefano Villa, poliziotto italiano († 1995)
- 1970 - Marcus Webb, ex cestista statunitense
- 1971 - Joe Aisa, ex calciatore papuano
- 1971 - Hiroki Azuma, scrittore, filosofo e critico letterario giapponese
- 1971 - Edd China, conduttore televisivo britannico
- 1971 - Tanja Fajon, politica slovena
- 1971 - Katia Foucade, ex cestista francese
- 1971 - Nicolas Ghesquière, stilista francese
- 1971 - Don Hutchison, ex calciatore scozzese
- 1971 - Jason Lee, ex calciatore inglese
- 1971 - Paul McGuigan, bassista britannico
- 1971 - Per Magne Misund, ex calciatore norvegese
- 1972 - Lisa Ann, ex attrice pornografica e conduttrice radiofonica statunitense
- 1972 - Anna Civilëva, imprenditrice e politica russa
- 1972 - Margarita Fullana, ex mountain biker e ciclista su strada spagnola
- 1972 - Dmitrij Gorin, ex giocatore di calcio a 5 russo
- 1972 - Christian Holter, ex calciatore norvegese
- 1972 - Vitaliy Kobzar, ex calciatore kirghiso
- 1972 - Shigetaka Kurita, grafico giapponese
- 1972 - Vasilij Mosin, tiratore a volo russo
- 1972 - Péter Márki-Zay, politico, economista e ingegnere ungherese
- 1972 - Dana Perino, politica, funzionaria e opinionista statunitense
- 1972 - Anna-Louise Plowman, attrice neozelandese
- 1972 - Daniela Silivaș, ex ginnasta rumena
- 1972 - Jukka Toijala, ex cestista e allenatore di pallacanestro finlandese
- 1972 - Tamiki Wakaki, fumettista e sceneggiatore giapponese
- 1973 - Roland Assinger, allenatore di sci alpino e ex sciatore alpino austriaco
- 1973 - Sandra Benad, schermitrice tedesca
- 1973 - Pablo Bouza, ex rugbista a 15 e allenatore di rugby a 15 argentino
- 1973 - Tegla Loroupe, ex mezzofondista e maratoneta keniota
- 1973 - Alex Martin, attrice e produttrice televisiva statunitense
- 1973 - Donka Minčeva, ex sollevatrice bulgara
- 1973 - Óscar Ortiz, ex tennista messicano
- 1973 - Arūnas Pukelevičius, ex calciatore lituano
- 1973 - Dragan Tarlać, ex cestista jugoslavo
- 1974 - Lara Bianconi, ex nuotatrice italiana
- 1974 - Patrice Désilets, autore di videogiochi canadese
- 1974 - Leyland Kirby, musicista britannico
- 1974 - Dylan Lauren, imprenditrice statunitense
- 1974 - Benoît Salmon, dirigente sportivo e ex ciclista su strada francese
- 1975 - Juan Antonio Bayona, regista spagnolo
- 1975 - Brian Deegan, pilota di rally e stuntman statunitense
- 1975 - Chris Diamantopoulos, attore e comico canadese
- 1975 - Lane Kiffin, allenatore di football americano statunitense
- 1975 - Mourad Melki, ex calciatore tunisino
- 1975 - Edgar Padilla, ex cestista portoricano
- 1975 - Oleksandr Savenčuk, ex calciatore ucraino
- 1975 - Christopher Shinn, drammaturgo statunitense
- 1975 - Tamia, cantautrice e attrice canadese
- 1975 - Daniela Ternullo, politica italiana
- 1975 - Carmelo Travieso, ex cestista portoricano
- 1975 - Hirotoshi Yokoyama, ex calciatore giapponese
- 1976 - Aida Begić, regista e sceneggiatrice bosniaca
- 1976 - Angelo Costanzo, ex calciatore australiano
- 1976 - Camillo D'Alessandro, politico italiano
- 1976 - Nazan Eckes, personaggio televisivo e conduttrice televisiva tedesca
- 1976 - Ásthildur Helgadóttir, ex calciatrice islandese
- 1976 - Gustav Hofer, regista, sceneggiatore e giornalista italiano
- 1976 - Nenad Jestrović, ex calciatore serbo
- 1976 - Manuela Leggeri, ex pallavolista italiana
- 1976 - Aurelia Trywiańska, ex ostacolista polacca
- 1977 - Averno, wrestler messicano
- 1977 - Mauro Gerk, allenatore di calcio e ex calciatore argentino
- 1977 - Manuela Grillo, ex velocista italiana
- 1977 - Marek Jankulovski, dirigente sportivo e ex calciatore ceco
- 1977 - Keak da Sneak, rapper statunitense
- 1977 - Iñigo Landaluze, ex ciclista su strada spagnolo
- 1977 - Paul Lynch, scrittore irlandese
- 1977 - Alessandro Morelli, giornalista e politico italiano
- 1977 - Tami Neilson, cantautrice e musicista canadese
- 1977 - Markus Oscarsson, canoista svedese
- 1977 - Karl Thaning, attore e nuotatore sudafricano
- 1977 - Svein Tuft, ex ciclista su strada canadese
- 1978 - Bebe, cantautrice e attrice spagnola
- 1978 - Baron Chen, attore e modello taiwanese
- 1978 - Leandro Cufré, allenatore di calcio e ex calciatore argentino
- 1978 - Santiago Dellapè, ex rugbista a 15 italiano
- 1978 - Daniel Franzese, attore statunitense
- 1978 - Aaron Harang, giocatore di baseball statunitense
- 1978 - Galib Jafarov, ex pugile kazako
- 1978 - Danilo Leva, politico italiano
- 1978 - Radek Opršal, ex calciatore ceco
- 1978 - Massimo Paci, allenatore di calcio e ex calciatore italiano
- 1978 - Chris Porter, ex cestista statunitense
- 1978 - Marwan al-Shehhi, terrorista emiratino († 2001)
- 1979 - Rubens Bertogliati, dirigente sportivo e ex ciclista su strada svizzero
- 1979 - Roberto Biserni, allenatore di calcio e ex calciatore italiano
- 1979 - Pierre Bouvier, cantautore e chitarrista canadese
- 1979 - Éric Cubilier, ex calciatore francese
- 1979 - Rosario Dawson, attrice e doppiatrice statunitense
- 1979 - Michele Mariotti, direttore d'orchestra italiano
- 1979 - Stefania Masala, attrice e musicista italiana
- 1979 - Gray Maynard, artista marziale misto statunitense
- 1979 - Jamie Noon, rugbista a 15 britannico
- 1979 - Barry Quinn, ex calciatore irlandese
- 1979 - Mirosław Sznaucner, allenatore di calcio e ex calciatore polacco
- 1979 - Andrew W.K., musicista e cantautore statunitense
- 1980 - Erik Bosgraaf, flautista e musicologo olandese
- 1980 - Gaëtan Bucki, pesista francese
- 1980 - Carlos Casteglione, ex calciatore argentino
- 1980 - Chupe, ex calciatore equatoguineano
- 1980 - Dario Costa, atleta italiano
- 1980 - Nicolae Dică, allenatore di calcio e ex calciatore rumeno
- 1980 - Gerrie Eijlers, ex pallamanista olandese
- 1980 - Grant Hackett, nuotatore australiano
- 1980 - Jo Hyun-jae, attore e cantante sudcoreano
- 1980 - Lee Chun-heon, pentatleta sudcoreano
- 1980 - Estíbaliz Martínez, ex ginnasta spagnola
- 1980 - Sean Nelson, attore statunitense
- 1980 - Norihiro Nishi, ex calciatore giapponese
- 1980 - Anti Saar, scrittore e traduttore estone
- 1980 - Maciej Szmatiuk, ex calciatore polacco
- 1980 - Aleksej Voevoda, bobbista russo
- 1980 - Zoran Zeljkovič, allenatore di calcio e ex calciatore sloveno
- 1981 - Ganbat Bat-Yalalt, ex calciatore mongolo
- 1981 - Steven Caethoven, dirigente sportivo e pistard belga
- 1981 - Daniel Cruz, ex calciatore colombiano
- 1981 - Johnny Herrera, ex calciatore cileno
- 1981 - Ondřej Hudeček, pallavolista ceco
- 1981 - Oleg Kuz'min, allenatore di calcio e ex calciatore russo
- 1981 - Kazuyuki Morisaki, ex calciatore giapponese
- 1981 - Kōji Morisaki, ex calciatore giapponese
- 1981 - Denis Pušilin, politico russo
- 1981 - Yū Yokoyama, attore e cantante giapponese
- 1981 - Oliver Zaugg, ex ciclista su strada svizzero
- 1981 - Matthias Zollner, allenatore di pallacanestro tedesco
- 1982 - Rachel Boston, attrice statunitense
- 1982 - Louis Brain, ex calciatore australiano
- 1982 - Barbara Cabrita, modella francese
- 1982 - Javier Casas, ex calciatore spagnolo
- 1982 - Matias Damásio, cantante angolano
- 1982 - Travis Jayner, ex pattinatore di short track statunitense
- 1982 - Kim Jung-woo, allenatore di calcio e ex calciatore sudcoreano
- 1982 - Hernán Losada, allenatore di calcio e ex calciatore argentino
- 1982 - Folio Moeaki, ex calciatore tongano
- 1982 - Yōko Nagi, ex cestista giapponese
- 1982 - Julio Edson Uribe, calciatore peruviano
- 1982 - Lindsay Whalen, ex cestista e allenatrice di pallacanestro statunitense
- 1983 - Shin'ya Aoki, artista marziale misto giapponese
- 1983 - Jean-Michel Badiane, ex calciatore francese
- 1983 - Alan Campbell, canottiere britannico
- 1983 - Fernando Espinosa, ex calciatore messicano
- 1983 - Sasha Glavic, ex giocatore di football americano canadese
- 1983 - Jang Hee-jin, attrice e modella sudcoreana
- 1983 - Maria Lund, cantante finlandese
- 1983 - John Madsen, ex giocatore di football americano statunitense
- 1983 - Chrīstos Maragkos, ex calciatore cipriota
- 1983 - Ryūhei Matsuda, attore giapponese
- 1983 - Veronica Minati, pallavolista italiana
- 1983 - Gilles Müller, ex tennista lussemburghese
- 1983 - Shinobu Ōtaka, fumettista giapponese
- 1983 - Yoshihiro Okumura, nuotatore giapponese
- 1983 - Milo Moiré, artista, modella e attrice pornografica svizzera
- 1983 - Niklas Rainer, ex sciatore alpino svedese
- 1983 - Leandro Rinaudo, dirigente sportivo e ex calciatore italiano
- 1983 - Sileshi Sihine, mezzofondista etiope
- 1983 - Evelyn Stevens, ex ciclista su strada e pistard statunitense
- 1983 - Petter Stymne, nuotatore svedese
- 1983 - Federico Vismara, ex calciatore argentino
- 1983 - Brendan Winters, ex cestista statunitense
- 1984 - Valeria Alberti, ex pallavolista italiana
- 1984 - Natália Falavigna, taekwondoka brasiliana
- 1984 - Kristian Flittie Onstad, calciatore norvegese
- 1984 - Gabriele Greco, bassista, contrabbassista e pianista italiano
- 1984 - Masami Hasegawa, giocatrice di bowling giapponese
- 1984 - Ayaka Hirahara, cantante giapponese
- 1984 - Jesper Jørgensen, ex calciatore danese
- 1984 - Ezra Klein, giornalista statunitense
- 1984 - J.R. Reynolds, ex cestista statunitense
- 1984 - Tomáš Rezek, calciatore ceco
- 1984 - Renata Ruiz, modella cilena
- 1985 - Carlotta Baratto, canottiera italiana
- 1985 - Jonatan Berg, ex calciatore svedese
- 1985 - Matthew Busche, ex ciclista su strada statunitense
- 1985 - Ermanno Capelli, ex ciclista su strada italiano
- 1985 - Sedrick Ellis, ex giocatore di football americano statunitense
- 1985 - Anderson Ferreira, ex calciatore brasiliano
- 1985 - Gints Freimanis, calciatore lettone († 2023)
- 1985 - Tyler Hemming, ex calciatore canadese
- 1985 - Henrique Andrade Silva, ex calciatore brasiliano
- 1985 - Rick Kruys, allenatore di calcio e ex calciatore olandese
- 1985 - Jake Long, ex giocatore di football americano statunitense
- 1985 - Diego Novaretti, ex calciatore argentino
- 1985 - Audrina Patridge, attrice e personaggio televisivo statunitense
- 1985 - Thomas Pichler, ex hockeista su ghiaccio italiano
- 1985 - Luca Rossettini, allenatore di calcio e ex calciatore italiano
- 1985 - Miguel Sayago Martí, ex giocatore di calcio a 5 spagnolo
- 1985 - Chris Zylka, attore e modello statunitense
- 1986 - Christian Bekamenga, calciatore camerunese
- 1986 - Simone Ciulli, nuotatore italiano
- 1986 - Ludovic Clemente, ex calciatore andorrano
- 1986 - Grace Gummer, attrice statunitense
- 1986 - Manuel Fernández Muñiz, ex calciatore spagnolo
- 1986 - Ariel Martínez, ex calciatore cubano
- 1986 - Martin Pahlmblad, cestista svedese
- 1986 - Gerti Shima, ex cestista e dirigente sportivo albanese
- 1986 - Errol Stevens, ex calciatore giamaicano
- 1986 - Kōta Ueda, ex calciatore giapponese
- 1986 - Luca Vitali, allenatore di pallacanestro e ex cestista italiano
- 1986 - Michael Wilkinson, canottiere canadese
- 1986 - Yuan Meng, ex tennista cinese
- 1986 - Édson José da Silva, calciatore brasiliano
- 1987 - Dan Cole, rugbista a 15 britannico
- 1987 - Andrea Dianetti, attore, regista e conduttore televisivo italiano
- 1987 - Grigorij Falko, ex nuotatore russo
- 1987 - Kévin Gameiro, ex calciatore francese
- 1987 - Eugene Jones III, attore statunitense
- 1987 - Tamás Kiss, canoista ungherese
- 1987 - Lee Sang-ho, calciatore sudcoreano
- 1987 - Péter Lenner, ex giocatore di football americano ungherese
- 1987 - Nanjangud Shivananju Manju, ex calciatore indiano
- 1987 - Thanasīs Papageōrgiou, calciatore greco
- 1987 - Sergio Peña, calciatore honduregno
- 1987 - Dennis Telgenkamp, ex calciatore olandese
- 1988 - Felix Bastians, calciatore tedesco
- 1988 - Nemanja Bjelica, ex cestista serbo
- 1988 - Matthew Bryan-Amaning, cestista britannico
- 1988 - Kévin Bérigaud, calciatore francese
- 1988 - Devin DiDiomete, hockeista su ghiaccio canadese
- 1988 - Ras-I Dowling, giocatore di football americano statunitense
- 1988 - Edwin Eziyodawe, ex calciatore nigeriano
- 1988 - Romana Hejdová, ex cestista ceca
- 1988 - Timm Klose, ex calciatore tedesco
- 1988 - Cristian Melinte, ex calciatore rumeno
- 1988 - Eugenio Saitta, politico italiano
- 1988 - Rodrigo Salinas, ex calciatore messicano
- 1988 - Jevhen Selin, ex calciatore ucraino
- 1988 - Javorn Stevens, calciatore antiguo-barbudano
- 1988 - Shahdan Sulaiman, calciatore singaporiano
- 1988 - Matías Suárez, calciatore argentino
- 1988 - Leonel Ucha, calciatore portoghese
- 1989 - Elkin Blanco, ex calciatore colombiano
- 1989 - Katie Bouman, informatica statunitense
- 1989 - Mariano Di Vaio, modello, blogger e attore italiano
- 1989 - Dominik Doleschal, calciatore austriaco
- 1989 - Becca, cantautrice statunitense
- 1989 - Karolin Horchler, biatleta tedesca
- 1989 - Mohamed Duaij Mahorfi, calciatore bahreinita
- 1989 - Philippe Marquis, sciatore freestyle canadese
- 1989 - Erik Pačinda, calciatore slovacco
- 1989 - Ilýa Tamurkin, calciatore turkmeno
- 1989 - Ellen White, ex calciatrice inglese
- 1989 - Zhang Linpeng, calciatore cinese
- 1989 - Alexandru Țăruș, rugbista a 15 rumeno
- 1990 - Brenton Bersin, giocatore di football americano statunitense
- 1990 - Jacopo Borra, cestista italiano
- 1990 - Lucia Ceci, calciatrice italiana
- 1990 - Matt Donovan, ex hockeista su ghiaccio statunitense
- 1990 - Evgenij Donskoj, tennista russo
- 1990 - Miloš Filipović, calciatore serbo
- 1990 - Fanndís Friðriksdóttir, calciatrice islandese
- 1990 - Jennifer Hermoso, calciatrice spagnola
- 1990 - Diego Mariño, calciatore spagnolo
- 1990 - Maxine Medina, modella filippina
- 1990 - Alex Roe, attore britannico
- 1990 - Rhayner, calciatore brasiliano
- 1990 - Robin Singh, calciatore indiano
- 1990 - Corey White, giocatore di football americano statunitense
- 1990 - Vinicius Zanon, giocatore di football americano brasiliano
- 1991 - Davide Bertoncini, calciatore italiano
- 1991 - Lionel Boyce, attore, sceneggiatore e produttore televisivo statunitense
- 1991 - Óscar Carrera, canoista spagnolo
- 1991 - Erick Green, cestista statunitense
- 1991 - Genki Haraguchi, calciatore giapponese
- 1991 - Hsu Shu-ching, sollevatrice taiwanese
- 1991 - Majlinda Kelmendi, judoka albanese
- 1991 - Nacho Llovet, cestista spagnolo
- 1991 - Christy Mack, modella e ex attrice pornografica statunitense
- 1991 - Leaname Maotoanong, velocista botswano
- 1991 - Ricardo Miguel Martins Alves, calciatore portoghese
- 1991 - Madson, calciatore brasiliano
- 1991 - Mike Pennel, giocatore di football americano statunitense
- 1991 - Bart Vriends, calciatore olandese
- 1991 - Tourek Williams, giocatore di football americano statunitense
- 1991 - Calvin de Haan, hockeista su ghiaccio canadese
- 1992 - Dan Burn, calciatore inglese
- 1992 - Paul Coll, giocatore di squash neozelandese
- 1992 - Franco Ferrari, calciatore argentino
- 1992 - Pablo Gaitán, calciatore argentino
- 1992 - Rachid Ghezzal, calciatore algerino
- 1992 - Jérémy Hélan, ex calciatore francese
- 1992 - Béranger Itoua, calciatore congolese (Repubblica del Congo)
- 1992 - Lawrence Thomas, calciatore australiano
- 1992 - Tom Laterza, calciatore lussemburghese
- 1992 - Vital' Ljutyč, cestista bielorusso
- 1992 - Darious Moten, cestista statunitense
- 1992 - Markos Ntounīs, calciatore greco
- 1992 - Tayla Pereira dos Santos, calciatrice brasiliana
- 1992 - Tommaso Romani, nuotatore italiano
- 1992 - Martina Rosucci, calciatrice italiana
- 1992 - Ristananna Tracey, ostacolista giamaicana
- 1992 - Apashe, produttore discografico belga
- 1993 - Aurélie Chaboudez, ostacolista francese
- 1993 - Robbie Chosen, giocatore di football americano statunitense
- 1993 - Hugo Dorrego, calciatore uruguaiano
- 1993 - Yogi Ferrell, cestista statunitense
- 1993 - Shamil Kudiiamagomedov, lottatore russo
- 1993 - Laura Muir, mezzofondista britannica
- 1993 - Óscar Muñoz Oviedo, taekwondoka colombiano
- 1993 - Elbasan Rashani, calciatore norvegese
- 1993 - Bonnie Rotten, ex attrice pornografica, modella e regista statunitense
- 1993 - Edgars Vardanjans, ex calciatore lettone
- 1993 - Andrea Vilaró, cestista spagnola
- 1993 - Andre Wisdom, calciatore inglese
- 1993 - Ryōsuke Yamada, attore, cantante e ballerino giapponese
- 1993 - Mustafa Zazai, calciatore afghano
- 1994 - Seydou Aboubacar, cestista nigerino
- 1994 - Dávid Banai, calciatore ungherese
- 1994 - Ezequiel Bonifacio, calciatore argentino
- 1994 - Dmytro Chl'obas, calciatore ucraino
- 1994 - Gianluca Dapiran, pallamanista italiano
- 1994 - Marvin Egho, calciatore austriaco
- 1994 - Hame Faiva, rugbista a 15 neozelandese
- 1994 - Vittorio Ghirelli, pilota automobilistico italiano
- 1994 - Mauro Castagna, giocatore di calcio a 5 italiano
- 1994 - Pol Moreno, calciatore spagnolo
- 1994 - Liz Parnov, astista australiana
- 1994 - OJ Porteria, calciatore statunitense
- 1994 - Eric Saubert, giocatore di football americano statunitense
- 1994 - Kosmas Tsilianidīs, ex calciatore greco
- 1994 - Patrick Twumasi, calciatore ghanese
- 1994 - Arianna Valcepina, pattinatrice di short track italiana
- 1994 - Andreas Vazaios, nuotatore greco
- 1994 - Guido Vianello, pugile italiano
- 1994 - Árni Vilhjálmsson, calciatore islandese
- 1994 - Yeo Hoe-hyun, attore sudcoreano
- 1995 - Khalfan Mubarak, calciatore emiratino
- 1995 - Lucas Cano, calciatore argentino
- 1995 - Shaboozey, cantante statunitense
- 1995 - Liz Clay, ostacolista e velocista australiana
- 1995 - Kassidy Cook, tuffatrice statunitense
- 1995 - Dominick Cunningham, ginnasta britannico
- 1995 - Marcos Curado, calciatore argentino
- 1995 - Tuur Dierckx, calciatore belga
- 1995 - Stephen Domingo, cestista statunitense
- 1995 - Samson Ebukam, giocatore di football americano nigeriano
- 1995 - Tommy Edman, giocatore di baseball statunitense
- 1995 - Maurice Hurst Jr., giocatore di football americano statunitense
- 1995 - Ami Kondo, judoka giapponese
- 1995 - Devito, rapper e produttore discografico serbo
- 1995 - Timothé Luwawu-Cabarrot, cestista francese
- 1995 - Bethany Mead, calciatrice britannica
- 1995 - Peter Michorl, calciatore austriaco
- 1995 - Andrea Motis, cantante, trombettista e sassofonista spagnola
- 1995 - Roman Pidkivka, calciatore ucraino
- 1995 - Rafa Soares, calciatore portoghese
- 1995 - Grant Austin Taylor, chitarrista, armonicista e cantante statunitense
- 1995 - Kōji Toriumi, calciatore giapponese
- 1995 - Coraline Vitalis, schermitrice francese
- 1996 - Cameron Brannagan, calciatore inglese
- 1996 - Noah Centineo, attore statunitense
- 1996 - Aníbal Chalá, calciatore ecuadoriano
- 1996 - Caroline Costa, cantante francese
- 1996 - Adonis Diaz, judoka statunitense
- 1996 - Lorenzo Fortunato, ciclista su strada italiano
- 1996 - Tatiana Weston-Webb, surfista brasiliana
- 1996 - Mateo Horber, giocatore di football americano svizzero
- 1996 - Mauro Lainez, calciatore messicano
- 1996 - Chevron McLean, calciatore sanvincentino
- 1996 - Luiz Altamir Melo, nuotatore brasiliano
- 1996 - Oro Mensah, wrestler svizzero
- 1996 - Mary Mouser, attrice statunitense
- 1996 - Derrick Nnadi, giocatore di football americano statunitense
- 1996 - Stanislav Oliferčyk, tuffatore ucraino
- 1996 - Grace Reid, tuffatrice britannica
- 1996 - Abdulrašid Sadulaev, lottatore russo
- 1996 - Courtney Schwan, pallavolista statunitense
- 1996 - Drew Urquhart, ex cestista canadese
- 1996 - Wes Martin, giocatore di football americano statunitense
- 1996 - Adam Ťoupalík, ciclista su strada e ciclocrossista ceco
- 1996 - Florin Ștefan, calciatore rumeno
- 1997 - Axiom, wrestler spagnolo
- 1997 - Marquise Copeland, giocatore di football americano statunitense
- 1997 - Roberto Domínguez, calciatore salvadoregno
- 1997 - Zane Huett, attore statunitense
- 1997 - JT Marcinkowski, calciatore statunitense
- 1997 - Pauly Paulicap, cestista statunitense
- 1997 - Nahuel Pájaro, ex calciatore argentino
- 1997 - Dayne St. Clair, calciatore canadese
- 1997 - Ilaria Toniolo, calciatrice italiana
- 1998 - Nicholas Barasch, attore, cantante e doppiatore statunitense
- 1998 - Faiq Bolkiah, calciatore bruneiano
- 1998 - Morad El Haddouti, calciatore olandese
- 1998 - Marco Ramkilde, calciatore danese
- 1998 - Matthieu Huard, calciatore francese
- 1998 - Jan Matoušek, calciatore ceco
- 1998 - Antōnīs Oikonomopoulos, calciatore greco
- 1998 - Aston Oxborough, calciatore inglese
- 1998 - Moritz Sanders, cestista tedesco
- 1998 - Douglas Luiz, calciatore brasiliano
- 1999 - Rasheed Akanbi, calciatore nigeriano
- 1999 - Nozomi Ōhashi, attrice e cantante giapponese
- 1999 - Ricardo Silva, calciatore portoghese
- 1999 - Myron Tagovailoa-Amosa, giocatore di football americano statunitense
- 1999 - Dylan Vente, calciatore olandese
- 1999 - Guilherme Natan de Lima, calciatore brasiliano
- 2000 - Negasi Haylu Abreha, ciclista su strada etiope
- 2000 - Mohamed Amoura, calciatore algerino
- 2000 - Anders Bærtelsen, calciatore danese
- 2000 - Laura Bechdejú, ginnasta spagnola
- 2000 - Ana Garcés, attrice spagnola
- 2000 - Jules Gaudin, calciatore francese
- 2000 - Liam Kerrigan, calciatore irlandese
- 2000 - Juri Knorr, pallamanista tedesco
- 2000 - Artur Konontšuk, cestista estone
- 2000 - Hernán Labraga, calciatore uruguaiano
- 2000 - Trey Lance, giocatore di football americano statunitense
- 2000 - Álvaro Mantilla, calciatore spagnolo
- 2000 - Brendan Schoonbaert, calciatore belga
- 2000 - Edoardo Scotti, velocista italiano
- 2000 - Ștefan Târnovanu, calciatore rumeno
- 2000 - Ragne Wiklund, pattinatrice di velocità su ghiaccio norvegese
- 2000 - Franco Zanelatto, calciatore peruviano

## XXI secolo(33)
- 2001 - Mostafa Asal, giocatore di squash egiziano
- 2001 - TJ Bramble, calciatore antiguo-barbudano
- 2001 - Ramón Juárez, calciatore messicano
- 2001 - Aleksandre K'alandadze, calciatore georgiano
- 2001 - Marco Majouga, calciatore francese
- 2001 - Annika Malacinski, combinatista nordica statunitense
- 2001 - Matko Miljevic, calciatore statunitense
- 2001 - Anton Forsdik, attore svedese
- 2001 - Robert Voloder, calciatore tedesco
- 2001 - Frederik Wandahl, ciclista su strada e pistard danese
- 2002 - Cree Cicchino, attrice, doppiatrice e ballerina statunitense
- 2002 - Dennis Collander, calciatore svedese
- 2002 - Eom Ji-sung, calciatore sudcoreano
- 2002 - Néné Gbamblé, calciatore ivoriano
- 2002 - Isabel Marie Gose, nuotatrice tedesca
- 2002 - Maksym Kučerjavyj, calciatore ucraino
- 2002 - Adriana Nanclares, calciatrice spagnola
- 2002 - Junior Olaitan, calciatore beninese
- 2002 - David Zalazar, calciatore argentino
- 2002 - Daniel Júnior, calciatore brasiliano
- 2002 - Matheus Dias, calciatore brasiliano
- 2003 - Hussein Carneil, calciatore afghano
- 2003 - Zinho, calciatore brasiliano
- 2003 - Nemanja Krsmanović, calciatore serbo
- 2003 - Lorenzo Lucchesi, calciatore italiano
- 2003 - Hugo Picard, calciatore francese
- 2003 - Ajda Pižorn, ex sciatrice alpina slovena
- 2003 - Nemanja Đeković, calciatore serbo
- 2004 - Maika Hamano, calciatrice giapponese
- 2004 - Christ Makosso, calciatore congolese (Repubblica del Congo)
- 2004 - Luca Porro, pallavolista italiano
- 2004 - Matthew Sheridan, calciatore neozelandese
- 2005 - Chemsdine Talbi, calciatore marocchino